# غوزل حصار (كوبروكوي)
غوزيل حصار (بالتركية: Güzelhisar)‏ هو حي ريفي في منطقة كوبروكوي في محافظة أرضروم في شرق الأناضول بتركيا. اسمها القديم أڤنيق (بالتركية: Avnik)‏، وبها قلعة أڤنيق التاريخية إلى الشرق من مدينة أرضروم، بُنيَت القلعة في أوائل القرن العاشر والحادي عشر الميلادي عند سفح جبل كوساطاغ.

## الاسم
الاسم القديم للقرية هو أڤنيق، أو أونيق، و كان اسمها "أبنيكون" (بالتركية: Abnikon)‏ في العصر البيزنطي. في مصادر القرن العاشر الميلادي، يُشار إلى القلعة باسم "كاستروم أبنيكوم" "Castrum Abnicum" أو "Kastrom Abnicom". وبالفارسية "أبينيك" (Âb-ı Nik)، وكانت القلعة تُعرف أيضًا باسم "أبڤيق" (بالتركية: Abvik)‏ خلال الفترة العثمانية، ثم أصبحت تُعرف فيما بعد باسم أڤنيق. خلال فترة الجمهورية التركية الحديثة، سُمِّيَت باسم "غوزل حصار" ومعناها باللغة التركية "الحصن الجميل"، نسبة إلى القلعة الموجودة في المستوطنة، قلعة أڤنيق.

## التاريخ
توجد قلعة أڤنيق في المنطقة الصخرية شديدة الانحدار للقرية، والتي تم استوطنتها مملكة أورارتو في العصر الحديدي قبل الميلاد. وبعد العصر الساساني والروماني/البيزنطي، انضمت إلى أراضي مملكة جورجيا . بعد معركة ملاذكرد عام 1071م، بدأت الغارات التركية وأصبحت قلعة أڤنيق تحت حكم بني سلدق. ومع ضعف السلدوقيين، استولى الجورجيون على القلعة مرة أخرى، وبعد فترة استولى عليها الإلخانيون. بعد الإلخانيين، سيطر على المستوطنة مغول بنو سوتاي ثم الرعاة الجوبانيون وبعدهم بنو آرتين. وفي القرن الرابع عشر سقطت في أيدي قبيلة قره قويونلو في النصف الثاني من القرن. وبعد أن سيطر تيمورلنك على القلعة لفترة قصيرة، رجعت القلعة تحت سيطرة قره قويونلو مرة ثانية ولاحقًا استولى عليها آق قويونلو. وعندما سيطر الصفويون على المنطقة أصبحت القلعة مهجورة وفقدت أهميتها.
كانت أڤنيق معقل قره محمد حاكم قره قويونلو وعدو تيمورلنك. في 18 يونيو 1394م، حاصر تيمورلنك أڤنيق أثناء حملته التي استمرت خمس سنوات من عام 1392م إلى 1396م، وفتحها بعد حصار دام لمدة شهر ونصف، في 1 أغسطس 1394م.
عيَّن تيمورلنك أتلميش هاڤشين حاكما على القلعة. وعندما ذهب الأمير تيمورلنك في حملته ضد توقتمش خان عام 1395م، استغل قره يوسف، ابن قره محمد، الفرصة واستولى على القلعة مرة أخرى لتعود في أيدي قبيلة قره قويونلو. استعاد تيمورلنك القلعة للمرة الثانية عام 1401م خلال "حملة السبع سنوات" من عام 1399م إلى 1404م.
وقعت أڤنيق تحت الحكم العثماني في عهد السلطان سليمان القانوني، وواصلت الحفاظ على دورها التاريخي كقلعة كوبروكوي المهمة. وفي المصادر العثمانية من القرن 17 الميلادي، ذُكرت المستوطنة على أنها بلدة تابعة لمنطقة باسينلر.
تم ربط القرية، التي كانت مرتبطة سابقًا بمنطقة باسينلر في مقاطعة أرضروم ، بمنطقة كوبروكوي المنشأة حديثًا في مقاطعة أرضروم في عام 1990م. وفي أرضروم، التي أصبحت مدينة حضرية في عام 1993م، تم إلغاء الشخصية القانونية لجميع القرى في عام 2012م بموجب القانون رقم 6360، وأصبحت هذه القرية أيضًا أحد أحياء بلدية كوبروكوي.

## الموقع الجغرافي
يقع الحي على بعد 74 كيلومترًا من وسط مدينة أرضروم، و18 كم من وسط منطقة كوبروكوي. يقع الحي في الجنوب الشرقي من كوبروكوي، بجوار طريق ولاية أرضروم-موش (Köprüköy-Hınıs).
تقع أڤنيق على بعد حوالي 60 كم من أرضروم. وهي قرية تقع في جنوب منطقة كوبروكوي في شرق تركيا، على ضفاف النهر الذي يحمل نفس الاسم. تقع قلعة أفنيق على تلة صخرية شمال قرية غوزل حصار (بالتركية: Güzelhisar)‏ (أڤنيق سابقاً). ومن الصهاريج وبعض عناصر البناء الأخرى في القلعة يمكن استنتاج أن هذه القلعة بقيت من عهد الأورارتيين.

## السكان
| بيانات سكان الحي حسب السنوات | بيانات سكان الحي حسب السنوات |
| ---------------------------- | ---------------------------- |
| 2022                         | 971                          |
| 2021                         | 1,008                        |
| 2020                         | 1,054                        |
| 2019                         | 1,052                        |
| 2018                         | 1,020                        |
| 2017                         | 1.025                        |
| 2016                         | 1.035                        |
| 2015                         | 1,044                        |
| 2014                         | 1,061                        |
| 2013                         | 1,045                        |
| 2012                         | 1,049                        |
| 2011                         | 1,054                        |
| 2010                         | 1,051                        |
| 2009                         | 1,045                        |
| 2008                         | 1.027                        |
| 2007                         | 989                          |
| 2000                         | 1,161                        |
| 1990                         | 895                          |
| 1985                         | 877                          |
| 1965                         | 563                          |